# Kamillebladet månerude
Kamillebladet månerude (Botrychium matricariifolium, orth.var. B. matricariaefolium ) er en bregne i Slangetunge-familien. Den er hjemmehørende i Europa og dele af det østlige Nordamerika, herunder det østlige Canada og dele af USA.
Denne kødfulde bregne bliver op til 30 centimeter høj.  Det producerer kedelige grønne sterile bladblade op til 10 centimeter lange med 9 brede opdelt i et par par segmenter. De frugtbare blade er lidt længere og bærer sporer.

## Sjældenhed
Denne art er meget sjælden i de fleste europæiske lande. I Ukraine blev der registreret i alt 17 loci: 10 før 1980, efter 1980 - 7, som før og efter 1980 - 0 placering.  I Danmark er den regnet som en truet art på den danske rødliste.